# Lamminsalo (ö, lat 62,20, long 28,62)
Lamminsalo är en ö i Finland. Den ligger i sjön Enonvesi och i kommunen Varkaus i den ekonomiska regionen  Varkaus ekonomiska region  och landskapet Norra Savolax, i den sydöstra delen av landet, 300 km nordost om huvudstaden Helsingfors. Öns area är 1,14 kvadratkilometer och dess största längd är 2,1 kilometer i nord-sydlig riktning.